# Зонд 8
Зонд 8 е апарат от съветската програма Зонд и безпилотен вариант на космическия кораб Союз 7К-Л1.

## Програма
Програмата е подобна на тази на Зонд 7. Основните цели на мисията са обикаляне на Луната, кацане на Земята на предварително планирано място. Планирано е приближаване до лунната повърхност на разстояние около 2000 km и заснимане на лунната повърхност от различна височина по време на полета.

## Мисия
Космическият апарат е успешно изстрелян на 20 октомври от космодрума Байконур с помощта на ракета-носител Протон. Изведена е на опорна околоземна орбита, а около един час по-късно сондата е ускорена до втора космическа скорост в посока към естествения ни спътник. Снимки се правят в продължение на три дни, а първите са получени на 21 октомври от разстояние около 65 000 km. На 24 октомври апаратът прелита на около 1100 km от лунната повърхност. След обикалянето на Луната сондата се насочва към Земята. Единственият неуспех по време на полета е при ориентацията на кораба по време на завръщането и се налага той да не се приземи на територията на СССР. Мисията приключва на 27 октомври и спускаемият модул се приводнява на 730 km югоизточно от архипелага Чагос в Индийския океан,
С този полет приключва програмата за пилотиран полет около Луната на СССР. След 12 изстрелвания (от 3 октомври 1967 г. – Космос 146 до 20 октомври 1970 - Зонд 8) космическия кораб Союз 7К-Л1 не показва достатъчна надеждност за пилотирана мисия с успешен край. Първата успешна мисия е един месец след успешния полет на Аполо 11 за кацане на Луната. Тогава е решено да се прекрати програмата, следващите два планирани полета са отменени и „Зонд 8“ остава последният в нея.